# 압두보히드 네마토프
압두보히드 푸르qat 오글리 네마토프(우즈베크어: Abduvohid Furqat o'g'li Nematov, 2001년 7월 6일 ~ )는 우즈베키스탄의 축구 선수로 포지션은 골키퍼이며 현재 나사프 소속이다.